# Gervais Waye-Hive
Gervais Waye-Hive (11 giugno 1988) è un calciatore seychellese, attaccante del Saint-Michel United.